# Kienberg (Trogen)
Kienberg ist ein Gemeindeteil der Gemeinde Trogen im Landkreis Hof (Oberfranken, Bayern). Kienberg liegt in der Gemarkung Trogen.

## Geografie
Das Dorf bildet mit Trogen im Norden eine geschlossene Siedlung. Diese ist von Acker- und Grünland umgeben. Im Südosten beim Flurgebiet Hochscheibe befindet sich ein Golfplatz des Golfclubs Hof e.V. Die Kreisstraße HO 1/Hos 1 führt nach Hof zur Bundesstraße 173 (2,5 km südwestlich) bzw. nach Trogen (1 km nördlich).

## Geschichte
Von 1797 bis 1810 unterstand Kienberg dem Justiz- und Kammeramt Hof. Infolge des Ersten Gemeindeedikts wurde Kienberg dem 1812 gebildeten Steuerdistrikt Trogen und der zugleich entstandenen Ruralgemeinde Trogen zugewiesen.

### Einwohnerentwicklung
| Jahr      | 1861  | 1871  | 1885  | 1900  | 1925   | 1950   | 1961   | 1970   | 1987   | 2021 |
| Einwohner | 75    | 69    | 61    | 77    | 93     | 103    | 89     | 103    | 135    | 239  |
| Häuser    |       |       | 10    | 14    | 13     | 15     | 17     |        | 33     |      |
| Quelle    | [ 6 ] | [ 7 ] | [ 8 ] | [ 9 ] | [ 10 ] | [ 11 ] | [ 12 ] | [ 13 ] | [ 14 ] |      |

## Religion
Kienberg ist evangelisch-lutherisch geprägt und gehört bis heute zur Kirchengemeinde Trogen.